# Anatoli Bogdanow (Fußballspieler)
Anatoli Walentinowitsch Bogdanow (russisch Анатолий Валентинович Богданов; englische Transkription: Anatoli Valentinovich Bogdanov; * 7. August 1981 in Leningrad) ist ein russisch-kasachischer ehemaliger Fußballspieler und kasachischer Nationalspieler. Er spielt seit 2016 bei Oqschetpes Kökschetau in der Premjer-Liga, der höchsten kasachischen Spielklasse.

## Karriere
Bogdanow begann seine Karriere bei unterklassigen russischen Vereinen. Zur Saison 2003 wechselte er nach Kasachstan zu Oqschetpes Kökschetau. Nach zwei Jahren in Kökschetau wechselte er zum kasachischen Spitzenklub FK Aqtöbe, mit dem er 2005 kasachischer Meister wurde. Für die Saison 2006 ging er zurück zu Oqschetpes und zum Beginn der Saison 2007 für zwei Jahre zu Wostok Öskemen.  Nach zwei Jahren bei Wostok wechselte er  2009 zu Schachtjor Qaraghandy. Mit Schachtjor erreichte er 2009 den dritten Platz in der kasachischen Meisterschaft. Zur Saison 2011 wechselte Bogdanow zu Tobyl Qostanai. Mit Qostanai kam er 2011 ins Finale des kasachischen Pokals.

## Nationalmannschaft
Anatoli Bogdanow gab sein Debüt bei der Kasachischen Fußballnationalmannschaft am 7. September 2012 im WM-Qualifikationsspiel gegen Irland.

## Erfolge
- Kasachischer Meister 2005